# Nachtstudio (Bayerischer Rundfunk)
Das Nachtstudio war eine Hörfunksendung des Bayerischen Rundfunks (BR), eine Kultursendung und die älteste Sendung des Bayerischen Rundfunks. Seit 2. April 2024 ist es als einmal im Monat erscheinender Podcast zu hören.

## Geschichte

### Kultur und Demokratie
Die erste Ausgabe der Sendung Nachtstudio ging am 10. Dezember 1948 auf Sendung. Der Bayerische Rundfunk hieß damals noch Radio München.
Die den Sender und das Programm noch beaufsichtigende amerikanische Militärregierung lockerte hierfür die Zensurbestimmungen. Dies erfolgte im Zuge des sogenannten Reeducation-Programms, mit dem die Siegermächte den Deutschen demokratisches Gedankengut näher bringen wollten. Konzipiert war die Sendereihe als Diskussionsforum für geistige Fragen. Die erste Sendung war ein Essay des britischen Kulturtheoretikers Arnold J. Toynbee mit dem Titel „Die westliche Tradition ist noch im Werden“. Von Anbeginn leitete Dr. Gerhard Szczesny die Redaktion. Nach Studium und Militärdienst an der Ostfront lebte er als Mitarbeiter des Desch Verlags und freier Autor in München. Die Philosophie der Sendereihe beschrieb er 1952 so:
„Die spezifische Aufgabe des Nachtstudios liegt primär nicht darin zu beschreiben, zu unterrichten und zu belehren. Wir wollen vielmehr sachlich gut fundierte Diskussionsbeiträge und Stellungnahmen liefern, die die geistige Auseinandersetzung fördern, indem sie sie herausfordern.“

### Zensur und Szczesnys Abschied
Szczesny gewann bedeutende Intellektuelle, Schriftsteller, Philosophen und Wissenschaftler als Autoren für das Nachtstudio. Einmal die Woche lud er zu Vortrag, Lesung oder Gespräch ein. Seinen Einladungen folgten u. a. Hans-Georg Gadamer (am 20. Oktober 1949), Wolfgang Abendroth (am 23. Juli 1953), Alexander Mitscherlich (am 3. November 1949), Hannah Arendt (3. Januar 1957) und Carlo Schmid (am 11. August 1954). 1961 stießen drei Nachtstudiosendungen bei konservativen und kirchlichen Kreisen auf Kritik: Der Beitrag „War ich kein Zeuge“ von Hermann Kesten, eine Gesprächssendung mit Robert Neumann und die Sendung „Katholizismus in einem kommunistischen Land“ des polnischen Philosophen Leszek Kolakowski. Kolakowskis angeblich kommunistisches Radioessay wurde auf Anordnung des Intendanten Christian Wallenreiter abgesetzt. Nachdem der Rundfunkrat die Vorgehensweise des Intendanten, d. h. die Absetzung der Kolakowski-Sendung gebilligt hatte, reichte Szczesny im November 1961 seinen Abschied ein und verließ unter Protest den Bayerischen Rundfunk.

### Ausweitung der Sendezeit
Anfangs stand dem Nachtstudio der Sendeplatz zwischen 23 Uhr und 24 Uhr zur Verfügung. Für die Redaktion arbeiteten lange Jahre Gustava Mösler, Leonhard Reinisch
, Kurt Hoffmann und Willy Hochkeppel. Mit ihnen baute Szczesny die Reihe 1957 zum sogenannten Sonderprogramm aus. In der Folge erhielt das Nachtstudio mehr Sendezeit und einen günstigeren Sendeplatz ab 21 Uhr. Aus einer Stunde Sendezeit in der Woche wurden 10 1/2 Stunden, verteilt auf drei Tage in der Woche. Neben zahlreichen Einzelsendungen etablierten sich Sendereihen wie „Drei Personen suchen einen Autor“, „Marginalien“, „Die Zeitschriftenschau“ oder die Literatursendung „Neue Taschenbücher“. Autorinnen und Autoren des Nachtstudios waren unter anderem Theodor W. Adorno, Carl Amery, Ingeborg Bachmann, Arnold Gehlen, Joachim Kaiser, Erika Mann, der seinerzeitige Kardinal und spätere Papst Benedikt XVI. Josef Ratzinger und Manès Sperber. Aufschlussreich auch für die spätere Entwicklung von Radio und Fernsehen in Deutschland ist der Anspruch, den der Bayerische Rundfunk im Halbjahresprogramm 1958 zu dem seinerzeit noch als „Sonderprogramm“ titulierten Nachtstudio formulierte:
„Es soll nicht irgendeine Elite angesprochen werden, sondern jeder aufgeschlossene Mensch, der die Vorgänge in der Welt, in die er gestellt ist, mit Anteilnahme verfolgt. Der Rundfunk ist wie keine andere publizistische Institution in der Lage, Millionen von Menschen jedes Bildungsgrades und jeder sozialen Schicht zu jeder Stunde und an jedem Ort mit den Ereignissen und Vorstellungen unmittelbar bekannt zu machen.“

### Neue Sendeformen
Anfangs waren die einzigen Ausdrucksformen des Nachtstudios das frei gesprochene und das vorgelesene Wort. Als Vorbild und Vorlage galten das Feuilleton in den Printmedien und der akademische Vortrag. Im Laufe der Jahre entstanden rundfunktaugliche Formen, radiophone Formate wie Features und Hörbilder mit verteilten Sprecherrollen. Es wurde experimentiert, das Nachtstudio wurde zu einer Entwicklungsredaktion. Typisch hierfür sind die Nachtstudio-Marginalien, ein fünfzehnminütiges kritisches Feuilleton, gestaltet von Autoren wie Carl Amery, Alfred Andersch, Hans Magnus Enzensberger, Wolfgang Hildesheimer und Ludwig Marcuse. Viele Kulturangebote im Radio sind bis heute geprägt von den seinerzeit auch in Nachtstudio-Redaktionen anderer Sender im System der Öffentlich rechtlichen Rundfunkanstalten entwickelten Sendeformen. Eine umfassende Zusammenstellung der Nachtstudiosendungen zwischen 1948 und 2001 bietet das Historische Archiv des Bayerischen Rundfunks in einer fünfteiligen Dokumentation auf seiner Homepage an. 2016 entstand mit "Fiction Victims" von Jörg Albrecht eine erste Webstory auf der Basis seines Radioessays.

## Entwicklung bis heute
Nach einem kurzen Interregnum übernahm Kurt Hoffmann am 1. Februar 1963 die Leitung der Redaktion und benannte den Sendeplatz wieder in „Nachtstudio“. Nach ihm hatte die Leitung von 1973 bis 1989 Leonhard Reinisch, von 1990 bis 2006 der Literaturkritiker und Filmemacher Peter Laemmle. Unter seiner Ägide hatte das Nachtstudio einen literarischen Schwerpunkt, Silvia Bovenschen und Eva Demski waren regelmäßig im Programm vertreten. 2006 – nach dem überraschenden Tod von Peter Laemmle – übernahm das Ressort Barbara Schäfer, die vorher in der Abteilung Hörspiel und Medienkunst als Chefdramaturgin gearbeitet hatte. In ihrer Veranstaltungsreihe Forum Essay suchte sie Anknüpfungspunkte zum Dokumentarfilm, zum Theater und zur bildenden Kunst. Außerdem gewann sie Literaten wie Kathrin Röggla oder Navid Kermani fürs Programm. Daneben schuf sie die neue Reihe nachtstudio.kleinformat. Einmal im Monat waren Kurzessays und Rubriken zu hören, darunter kiosk – eine internationale Zeitschriftenschau, schwarzes brett – eine Veranstaltungsauswahl – sowie nemo – ein literarisches Quiz mit Gästen, moderiert von Antonio Pellegrino. Barbara Schäfer wechselt 2014 als Abteilungsleiterin Hörspiel/Hintergrund Kultur zum Deutschlandfunk. Seither leitet Martin Zeyn das Nachtstudio. An die Stelle des "Kleinformats" tritt nun das Magazin "Wildes Denken" und die Diskussionssendung "Mehr Ideen wagen". Das Motto der Sendung formuliert die Redaktion auf ihrer aktuellen Sendungs-Homepage:
„Das Nachtstudio war der Unterschlupf der Nonkonformisten in den 50er und 60er-Jahren des vergangenen Jahrhunderts, der Querdenker also, bevor diese Haltung mit der Postmoderne zum offiziellen Fitnesstraining der Intellektuellen wurde, ...ein Ort für Freiheiten in einer Gesellschaft, die immer wieder aufs Neue lernen muss, wo sie frei sein und wo sie Grenzen setzen will“.
Inzwischen ist das Nachtstudio die einzige Sendung im Bayerischen Rundfunk aus den Nachkriegsjahren, die unter ihrem ursprünglichen Namen ausgestrahlt wird. In einem Beitrag zum 70-jährigen Geburtstag des Sendeformats stellt Stefan Fischer in der Süddeutschen Zeitung die Frage „Braucht man eine 70 Jahre alte Radiosendung noch?“ und gibt darauf die Antwort:

„Fast durchweg sind die Nachtstudio-Sendungen klug, geben Denkanstöße, reizen zum Widerspruch. Die Magazin-Ausgabe "Wildes Denken" am Monatsende ist besonders aufgekratzt, provokant, mit Tendenz zum Anarchischen. Seine ursprüngliche Funktion hat das Nachtstudio nicht eingebüßt, und deshalb gibt es diese Sendung notwendigerweise nach wie vor.“

## Sendungsinfo
Das Nachtstudio war zuletzt bis Ende März 2024 jeden Dienstag von 20.05 Uhr bis 21.00 Uhr auf Bayern 2 zu hören. Viele der Sendungen sind im Podcastangebot des Bayerischen Rundfunks abrufbar. Mit der Reform des Programmschemas von Bayern 2 fiel das Nachtstudio aus diesem heraus; seit 2. April 2024 ist es nur mehr als einmal im Monat erscheinender Podcast mit verkürzter Dauer verfügbar.

## Tonträger
- Theodor W. Adorno, Elias Canetti, Thomas Mann, Hannah Arendt u. a.: Zeitgeist und Eigensinn: Vorträge und Gespräche. Jubiläumsausgabe 60 Jahre BR Nachtstudio. München: Quartino, 2009. ISBN 978-3-86750-044-9 (6 CDs)
- Martin Heidegger: Was heißt Denken. Auditorium Netzwerk, Mühlheim.